# 제23회 베를린 국제 영화제
제23회 베를린 국제 영화제는 1973년 6월 22일에 열린 시상식이다.

## 수상 및 후보

### 황금곰상
- 대지의 눈물 - 사티야지트 레이 수상

### 은곰상:심사위원상
- Jozef Sulc - Pedrag Golubovic 수상
- 소바 - 알렉산다르 일릭 수상

### 은곰상
- 이그지스턴스 - 데이빗 헤밍스 수상
- 올 누디티 쉘 비 퍼니시드 - 아날도 야보르 수상
- 엑스퍼츠 - 노버트 쿠켈만 수상
- 스파이 오퍼레이션 - 이브 로베르 수상
- 세븐 매드맨 - 레오폴도 토레 닐슨 수상

### 황금곰상:단편영화상
- 콜터스 헬 - 로빈 레먼 수상